# Czesław Czyński

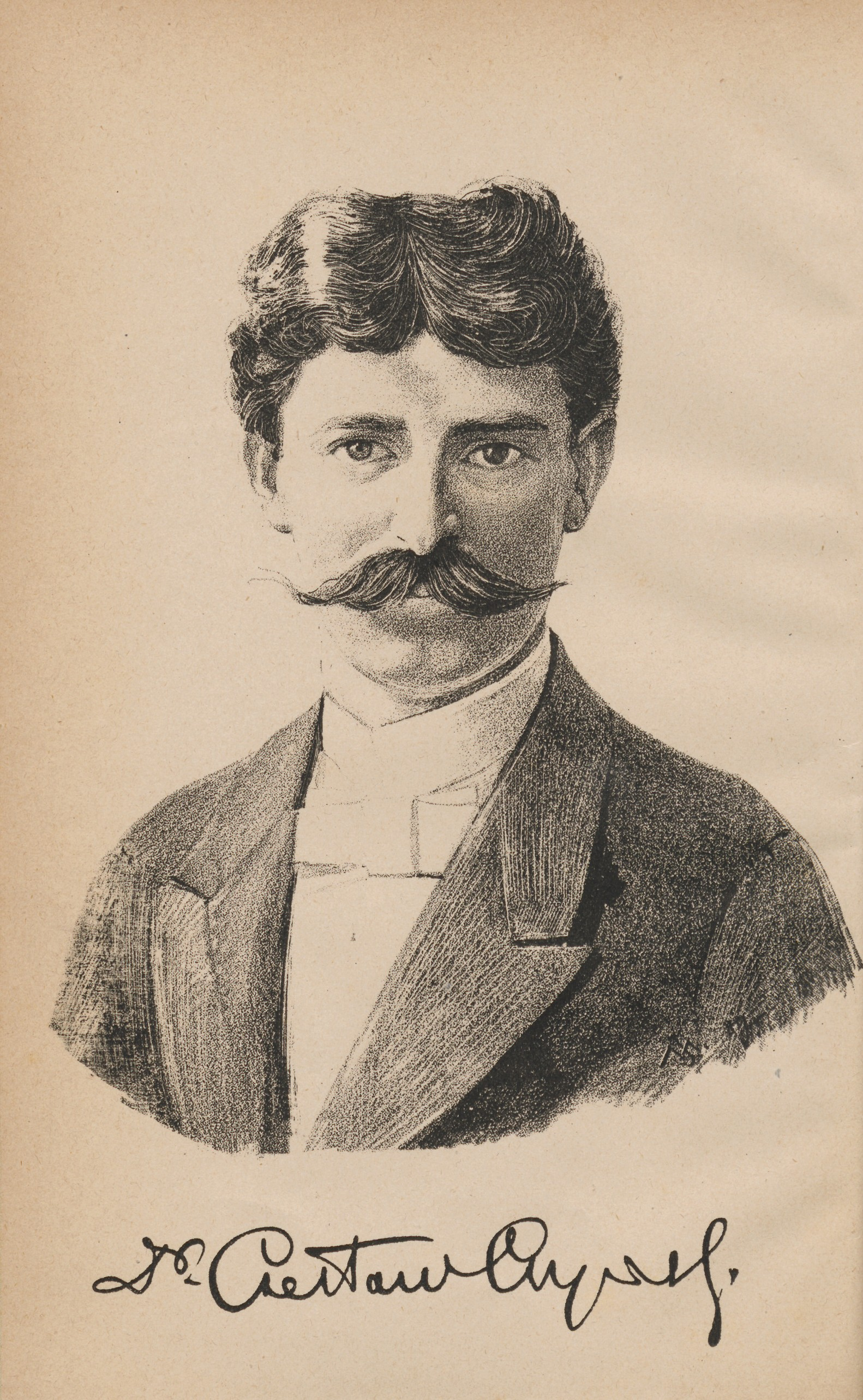
Portret Czesława Czyńskiego (1889)

Czesław Norbert Czyński, pseudonim Punar Bhawa (ur. 16 lipca 1858 w Turzynku, zm. 17 sierpnia 1932 w Warszawie) – polski okultysta, parapsycholog, pisarz, hipnotyzer, chiromanta.

## Życiorys
Urodził się 16 lipca 1858 roku w Turzynku w powiecie nieszawskim (w niektórych źródłach – błędnie – „w Turzenku w Galicji”). Jego rodzicami byli Józef i Matylda Czyńscy. Ojciec był dzierżawcą posiadłości ziemskich; pomagał uczestnikom powstania styczniowego, a po klęsce powstania razem z rodziną schronił się w Paryżu. Czesław i jego bracia uczęszczali do szkoły Batignolles. Gdy rząd austriacki ogłosił amnestię, Czyńscy przenieśli się do Krakowa, a Czesław kontynuował naukę w szkole realnej. Jako student nadzwyczajny przez trzy semestry (1885/1886, 1886/1887, 1887/1888) uczęszczał na wykłady na wydziale filozoficznym Uniwersytetu Jagiellońskiego.
W 1894 roku został oskarżony o próbę uwiedzenia za pomocą hipnozy 38-letniej baronówny Hedwig Zedlitz. Baronówna szukała u Czyńskiego pomocy w jej problemach z żołądkiem i migrenami. Wkrótce potem zakochała się w Polaku, a jej ojciec pozwał go, oskarżając o uwiedzenie córki i zaaranżowanie nielegalnej ceremonii ślubnej. Czyńskiego aresztowano 16 lutego 1894. 17 grudnia w Monachium rozpoczął się trzydniowy proces, który odbił się szerokim echem w Europie, wzniecając debatę na temat legalności hipnozy. Ostatecznie Czyński został skazany na trzy lata więzienia za nieprawne zawarcie małżeństwa. W 1899 roku Czyński przedstawił swoją wersję tych wydarzeń w krótkim eseju.
W 1910 w Paryżu od Wielkiego Mistrza Zakonu Martynistów Papusa otrzymał nominację (nr Charty 291) na Suwerennego Generalnego Delegata Zakonu Martynistów na Rosję i Polskę. Przyjął imię zakonne Punar Bhawa. 1 lutego 1912 ustanowił Wielką Narodową Lożę O.T.O. (Ordo Templi Orientis – Zakon Świątyń Wschodu) dla krajów słowiańskich. Przed I wojną światową przebywał w Petersburgu. Przedstawiał się niekiedy jako Lubicz-Czyński lub Rollin-Czyński.
Posiadał majątek Koczewo w guberni nowogródzkiej. Około 1918 założył Zakon Martynistów w Warszawie. W 1926 został oskarżony o postępowanie niezgodne z konstytucją Zakonu i został zmuszony do jego opuszczenia. Praktycznie natychmiast założył Zakon Białego Wschodu. Czyński zyskał światową sławę dzięki znajomości okultyzmu i zdolnościom hipnotyzerskim. Twierdził, że potrafił wysyłać swoje ciało astralne.
Czyński był też znawcą i działaczem propagującym język volapük.
Zmarł w 1932 roku. Został pochowany na cmentarzu kalwińskim na Woli bądź na cmentarzu powązkowskim. Szereg artykułów na temat Czyńskiego ogłosił badacz jego życia, religioznawca Zbigniew Łagosz. W 2016 roku ukazała się monografia Łagosza Punar Bhava. Czesław Czyński i Aleister Crowley w świetle XX wiecznej tradycji ezoterycznej, a w 2017 roku kolejna, Czesław Czyński. Czarny adept.

## Prace
- O humanitarności, wykład popularny z dnia 7 listopada na rzecz domu „Przytułku” na Podgórzu. Kraków, 1886
- Kilka uwag o nauce języka francuskiego w szkołach średnich i prywatnych. Kraków: A. Koziański, 1887
- Nauka „Volapük'a” w 12-stu lekcjach. Kráków: Selbstverl. 1887
- Sztuka przypodobania się mężowi. Kraków: Nakł. A. Lisowskiego, 1888
- Grafologia, podręcznik do rozpoznawania z pisma stanu moralnego osób, tychże zdolności i skłonności towarzyskich. Kraków: Nakł. S.A. Krzyżanowskiego, 1888
- L'hypnotisme et ses effets curantifs. Paris: Octave Doin, 1889
- List otwarty do wieszcza Kornela Ujejskiego z powodu rozstroju narodowego. Kraków: G. Gebethner i Spółki, 1889
- O suggestji hypnotycznej w pedagogice: według sprawozdania z kongresów naukowych w Tuluzie i Nancy (1886–1887). Kraków: G. Gebethner, 1889
- Magnetyzm i hypnotyzm. Kraków: G. Gebethner, 1889
- Podręcznik do kartomancyi czyli sztuka wróżenia z kart. Kraków: Koziański, 1889
- O najnowszych systemach badań człowieka na podstawie grafologji, fizyognomonji, frenelogji, chiromancji czyli fizyologji ręki i t.d. z dodatkiem „O hypnotyzmie”. Kraków: Nakładem autora, 1890
- Kartka z tajemnic życia: opowiadanie kryminalnego procesu odbytego w Monachium w roku 1894. Warszawa: L. Szkaradziński i S-ka, 1899
- Mój pierwszy seans spirytystyczny. Kurier Poranny 1890, nr 116
- Traité élémentaire des sciences occultes mettant chacun à même de comprendre et d'expliquer les théories de la physiognomie, de la graphologie, de la mimique, de la chirognomonie, de la chiromantie nouvelle et de la phrénologie. Paris: O. Doin, 1889
- Das Deuten der Vergangenheit, Gegenwart und Zukunft aus den Linien der hand (Chiromantie): Populär wissenschaftlich vervasst. Dresden: Mor. Rätze, 1893
- Графология: Крат. руководство для определения по почерку духов. мира человека: нравств. его качеств, наклонностей и умственного склада: С одной автотишей в тексте и прил. сравнительной табл. о четырех листах. Санкт-Петербург: тип. А.С. Суворина, 1903
- Protsess Chinskago: podavlenie voli putem gipnoticheskago vnusheniia s poslieduiushchim fiktivnym vienchaniem i podlogom brachnago svidietelstva [Процесс Чинского. Подавление воли путем гипнотического внушения с последующим фиктивным венчанием и подлогом брачного свидетельства]. S.-Petersburg: Izd. K.D. Kudriavtseva, 1908
- Séance de magie avec le médium Jean Gouzik, dirigées par Punar-Bhava. Paris: l'Ecole hermétique, 1910
- Les tortures de suicidé en l'au-delà. Etude experimentale occultique. Paris: l'École hermétique, 1910
- Орден мартинистов: Его происхождение, цели, значение и крат. очерк истории. Санкт-Петербург: Коммерч. скоропеч., 1910
- Отец Иоанн Кронштадтский: Оккультист. Санкт-Петербург: т-во М.О. Вольф, 1910
- Triomphe de l′occultisme. Paris: Mysteria, 1913.
- !!1914!! : przepowiednie polityczne (opatrzyli przedm. Dr. Papus, Dr. Jod ; zebr. Bolesław Trebor). Warszawa: St. Sadowski, 1914
- Przepowiednie polityczne w świetle jasnowidzenia. Warszawa, 1933